# Orkanen Hanna
Orkanen Hanna är den fjärde orkanen och åttonde namngivna stormen i den Atlantiska orkansäsongen 2008. 

## Stormhistoria

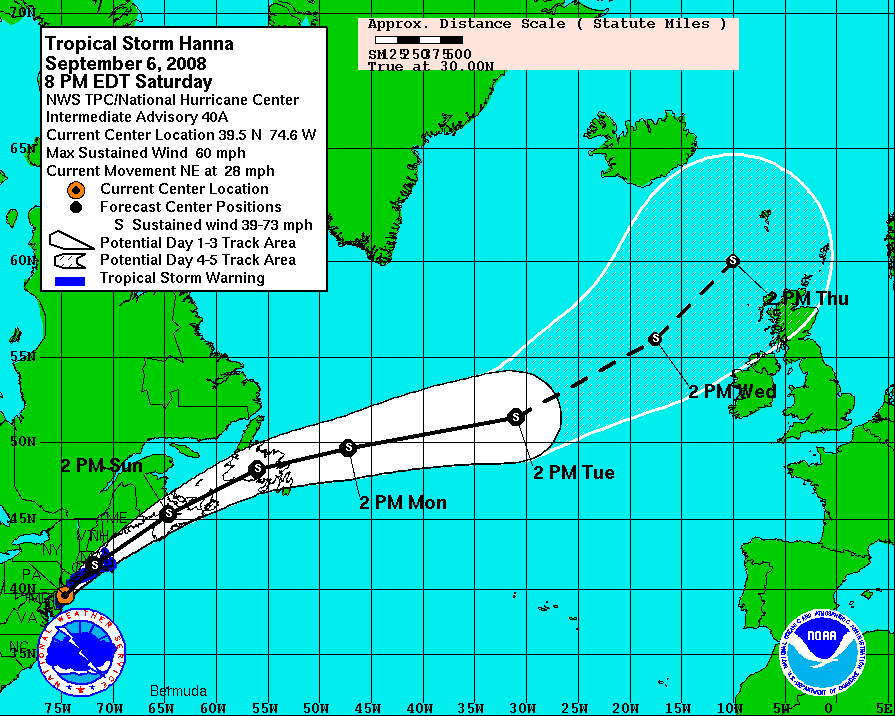
Hannas trodda bana

Sent i augusti drog en tropisk våg ut ifrån Afrikas västkust och började färdas västerut över Atlanten. Efter flera dagar visade systemet tecken på en djup konvektion och organisation. Den 28 augusti bildades den tropiska depressionen Åtta. Senare samma dag uppgraderades den till den Tropiska stormen Hanna. Hanna ökade snabbt till orkanstyrka den 1 september.

## Skador

### Haiti
Haiti, som redan har drabbats av den tropiska stormen Fay och Orkanen Gustav, träffades hårt av översvämningar och lerskred från flera dagars kraftigt regn. Staden Gonaïves var speciellt utsatt, och översvämmades nästan helt av Hanna. FN uppskattar att 600 000 är i behov av hjälp. Den 6 september hade 529 dödsfall orsakats av Hanna.